# マック・マクラーティ

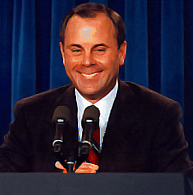
マック・マクラーティ

マック・マクラーティ（Mack McLarty、1946年6月14日-）は、ビル・クリントン大統領の大統領首席補佐官。
1946年アーカンソー州ホープで生まれる。クリントン大統領とは幼稚園のクラスメートであり幼馴染であった。ホープ高校時代、ボーイズ・ステイトのアーカンソー州知事に選ばれた。1969年アーカンソー大学卒業。23歳で州議会のメンバーに選ばれて一期のみ務めた。1983年から1992年まで天然ガス会社のアーカンソールイジアナガスカンパニーのCEOを務めた。1993年から翌年までクリントン大統領の首席補佐官を務め、その後米州特使に任命された。2007年現在、ヘンリー・キッシンジャー元国務長官と設立したワシントンD.C.のコンサルティング会社キッシンジャー・マクラーティ・アソシエイツのパートナー。またカーライルグループの上級アドバイザーも務める。